# Streblosa johannis-winkleri
Streblosa johannis-winkleri är en måreväxtart som beskrevs av Elmer Drew Merrill. Streblosa johannis-winkleri ingår i släktet Streblosa och familjen måreväxter. Inga underarter finns listade i Catalogue of Life.